# Rhyacia homichlodes
Rhyacia homichlodes là một loài bướm đêm trong họ Noctuidae.